# Monte Musino
Il Monte Musino è una collina del Lazio, nella Provincia di Roma, alto 389 m.

## Descrizione
Il monte Musino si trova nel Comune di Sacrofano (Italia), all'interno del parco di Veio, rappresentandone una delle aree boscose più estese.
Il rilievo si trova in posizione dominante rispetto al territorio circostante, tant'è che l'archeologo Sir William Gell riportò di aver potuto osservare la cupola di San Pietro a Roma, e probabilmente per questo fu scelto come luogo di culto.
Sulle sue pendici è stata ritrovata un'ara dedicata a Giove Tonante ed Ercole Musino, e sulla cima sono presenti i resti di una fortificazione medievale.